# União de Futebol das Antilhas Neerlandesas
A União de Futebol das Antilhas Neerlandesas (NAVU) era o órgão governante do futebol nas antigas Antilhas Neerlandesas entre setembro de 1958 e fevereiro de 2011. Sua jurisdição consistia nas ilhas de Curaçau, Bonaire e (até 1986) Aruba.
A NAVU foi criada em 5 de setembro de 1958, após uma fusão entre a Federação de Futebol de Aruba (AVB) e a Associação de Futebol de Curaçau (CVB). A Federação de Futebol de Bonaire (BVB) juntou-se mais tarde no dia 4 de agosto de 1963. A afiliação da FIFA à CVB foi transferida para a NAFU em 1958.
A NAVU foi membro fundador da CONCACAF em setembro de 1961.
A Federação de Futebol de Aruba se separou da NAFU em 1986 e tornou-se membro pleno da CONCACAF e dois anos depois, um membro pleno da FIFA.
Em fevereiro de 2011, a NAFU foi sucedida pela Federação de Futebol de Curaçau (FFK) após a dissolução das Antilhas Neerlandesas. A nova entidade possui bandeira e hino independentes nos torneios da FIFA e da CONCACAF, assim como um website próprio.